# Вера (телесериал, 2011)
«Ве́ра» (англ. Vera) — британский криминальный телесериал, основанный на серии романов Энн Кливз об инспекторе Вере Стэнхоуп. Премьера состоялась на телеканале ITV 1 мая 2011 года. Ведущую роль главного детектива-инспектора Веры Стэнхоуп сыграла Бренда Блетин.
В январе 2024 года было подтверждено, что шоу продлено на четырнадцатый сезон. Позже было стало известно, что он станет для проекта последним. Заключительная серия была показана 2 января 2025 года. На следующий день в эфир вышел специальный выпуск об истории создания телесериала.

## Сюжет
Вера Стэнхоуп — детектив-инспектор предпенсионного возраста, сотрудница вымышленной «Northumberland & City Police», одержимая своей работой и ведомая собственными демонами. Она находится в постоянно растрепанном состоянии, но обладает расчетливым умом и, несмотря на свой вспыльчивый характер, глубоко заботится о работе и коллегах. Она часто доказывает свое превосходство, подмечая небольшие ошибки в теориях своих коллег. Вера завязывает тесные отношения с сержантами Джо Эшвортом (Дэвид Леон) и Эйденом Хили (Кенни Даути).

## В ролях
- Бренда Блетин — Вера Стэнхоуп (сезоны 1—14)
- Дэвид Леон — Джо Эшворт (сезоны 1—4, 13—14)
- Джон Моррисон — Кенни Локхарт (сезоны 1—14)
- Вунми Мосаку — Холли Лоусон (сезоны 1—2)
- Пол Риттер — Билли Картрайт (сезоны 1—3)
- Куш Джамбо — Бетани Уилан (сезоны 2, 5—6)
- Соня Кэссиди — Селин Эшворт (сезоны 2—4)
- Райли Джонс — Марк Эдвардс (сезоны 3–14; гость в сезонах 1—2)
- Клэр Кэлбрейт — Ребекка Шепард (сезоны 3—4; гость в сезоне 2)
- Кингсли Бен-Адир — Маркус Самнер (сезоны 4—6, 8)
- Кенни Даути — Эйден Хили (сезоны 5—12)
- Лиза Хаммонд — Хелен Милтон (сезоны 5—7)
- Нуф Макьюэн — Хишам Черради (сезоны 6—7)
- Кристофер Колкухун — Энтони Кармайкл (сезон 7)
- Стив Эветс — Джордж Вутен (сезоны 7—9)
- Ибинабо Джек — Жаклин Уильямс (сезоны 8—12)
- Пол Кэй — Малкольм Донахью (сезоны 9—12)
- Сара Камила Импи — Паула Беннетт (сезоны 12—14)
- Рианнон Клементс — Стефани Дункан (сезоны 13—14)
- Шобна Гулати — Кхалон (сезон 14)
- Марли Эмма Сейдж — молодая Вера Стэнхоуп (сезон 14)
- Стиви Рейн — Гектор Стэнхоуп (сезон 14)

## Список серий
| Сезон      | Серии      | Серии      | Даты показа     | Даты показа      | Зрители в Великобритании (миллионы) |
| Сезон      | Серии      | Серии      | Первая серия    | Последняя серия  | Зрители в Великобритании (миллионы) |
| ---------- | ---------- | ---------- | --------------- | ---------------- | ----------------------------------- |
| 1          | 4          | 4          | 1 мая 2011      | 22 мая 2011      | 6,60                                |
| 2          | 4          | 4          | 22 апреля 2012  | 3 июня 2012      | 6,37                                |
| 3          | 4          | 4          | 25 августа 2013 | 15 сентября 2013 | 6,53                                |
| 4          | 4          | 4          | 27 апреля 2014  | 18 мая 2014      | 6,42                                |
| 5          | 4          | 4          | 5 апреля 2015   | 26 апреля 2015   | 6,19                                |
| 6          | 4          | 4          | 31 января 2016  | 21 февраля 2016  | 7,88                                |
| 7          | 4          | 4          | 19 марта 2017   | 9 апреля 2017    | 8,07                                |
| 8          | 4          | 4          | 7 января 2018   | 28 января 2018   | 9,03                                |
| 9          | 4          | 4          | 13 января 2019  | 3 февраля 2019   | 8,48                                |
| 10         | 4          | 4          | 12 января 2020  | 2 февраля 2020   | 8,30                                |
| 11         | 6          | 6          | 29 августа 2021 | 22 января 2023   | 7,88                                |
| 12         | 5          | 4          | 29 января 2023  | 19 февраля 2023  | 6,02                                |
| 12         | 5          | 1          | 26 декабря 2023 | 26 декабря 2023  | 5,71                                |
| 13         | 3          | 3          | 7 января 2024   | 21 января 2024   | 6,66                                |
| 14         | 2          | 2          | 1 января 2025   | 2 января 2025    | 6,24                                |
| Спецвыпуск | Спецвыпуск | Спецвыпуск | 3 января 2025   | 3 января 2025    | 3,11                                |

## Производство
Эпизоды «Скрытые глубины», «Рассказывающие сказки» и «Воронья ловушка» из первого сезона и «Тихие голоса» из второго, основаны на одноименных романах Энн Кливз. Эпизод «Sandancers» из второго сезона должен был выйти в эфир в воскресенье, 13 мая 2012 года, однако эпизод был снят с эфира, так как его сюжетная линия была посвящена гибели солдата в Афганистане и совпала с новостями о гибели там двух военнослужащих.